# Salvador Sánchez (actor)
Alfredo Salvador Sánchez Bolaños (Tehuacán, Puebla, 28 de octubre de 1943) es un actor y director mexicano. Es de los últimos sobrevivientes de la Época de Oro del cine mexicano.

## Biografía
Se inició en el terreno del teatro a la conclusión de los años sesenta. Más tarde, merced a sus enormes dotes histriónicas, con un rostro ajeno a los estereotipos de la apostura, se convirtió en uno de los actores más relevantes entre aquellos que renovaron la nómina de intérpretes del cine mexicano al arranque de los años setenta. Desde entonces, ha destacado en cintas como Cayó de la gloria el diablo (1971), La choca (1973), El apando (1975), Canoa (1975), Las Poquianchis (1976), Los albañiles (1976), Bajo la metralla (1983), Motel (1983), Viaje al paraíso (1985), Va de nuez (1986), Ángel de fuego (1991), Dama de noche (1993), Salto al vacío (1994), De muerte natural (1996), Solamente una vez (2000) y La ley de Herodes (2000).
Dirigió Pedro Páramo en 1981. Merecedor de diversas distinciones por su labor actoral en el cine, entre ellas dos diosas de plata, también ha desarrollado una sobresaliente trayectoria teatral y ha participado reiteradamente en la televisión.

## Trayectoria como actor

### Televisión
- Amanecer (2025)
- La hora marcada (2023).... Don Gerardo[1]
- El Mantequilla: Maestro de la estafa (2023).... Capitán Rodríguez[2]
- Más allá de ti (2023).... Crisanto Pescador[3]
- El último rey (2022).... Vicente Fernández (maduro)[4]
- Malverde, el santo patrón (2021)... Ramón Aguilar
- Ana (2020-2022)[5]
- Sin miedo a la verdad (2020).... Don Jaime
- 40 y 20 (2017).... Don Doroteo
- Mujeres asesinas. Capítulo "María, pescadera" (2009).... Don Ramón Gutiérrez
- Mujer, casos de la vida real (1995-2001).
- ¿Qué nos pasa? (1998).
- Crime Story (1 episodio, 1988).
- La hora marcada (1986).
- Plaza Sésamo (1983).... Pepe el taxista
- Aprendamos juntos (1982).

Telenovelas
- El bienamado (2017) ... Ismael López
- Lo imperdonable (2015) ... Crescencio Álvarez
- Quiero amarte (2013-2014).... Cipriano Valdez
- Por ella soy Eva (2012).... El Chino
- Un refugio para el amor (2012).... Don Marcelo "Chelo" Estrada
- Mi pecado (2009).... Padre Matías Quiroga
- Palabra de mujer  (2007-2008).... Guadalupe "Lupe" Solano
- La verdad oculta (2006).... Dante Sevilla
- Peregrina (2005-2006).... Melquíades
- Alegrijes y rebujos (2003-2004).... Asunción Yunque
- El noveno mandamiento (2001).... Andrés Roldán
- La casa en la playa (2000).... Nicolás Rey
- Pueblo chico, infierno grande (1997).... Consejo Serratos
- La antorcha encendida (1996).... Leonardo Bravo
- La dueña (1995).... Macario Robles
- El vuelo del águila (1994-1995).... Ignacio Ramírez
- Buscando el paraíso (1993-1994).... Detective Berriozábal
- La última esperanza (1993).... Pancho
- La fuerza del amor (1990).... Padre Victoria
- Luz y sombra (1989).... Eusebio Suárez
- Dulce desafío (1988-1989).... Eutimio Ramírez
- Flor y canela (1988).... Sinforoso
- El pecado de Oyuki (1988).... Yutaka Ogino
- Senda de gloria (1987).... Adolfo de la Huerta
- La gloria y el infierno (1986).... Asunción
- Marionetas (1986) ….Padre de Laura
- Esperándote (1985).... Juancho
- Por amor (1982).... Cenobio
- Toda una vida (1981).... Lucio
- El milagro de vivir (1975).
- El carruaje (1972).... Porfirio Díaz
- La Constitución (1970).... Obrero Morales

### Cine
- ¡Que viva México! (2023).... Notario, pueblerino[6]
- La dictadura perfecta (2014).... Hombre X
- El infierno (2010).... Don Rogaciano García (el Padrino de Benny)
- Niñas mal (2007).... Monseñor
- Sobre el arco iris (2003).
- Solamente una vez (2002).
- Collateral Damage (2002).... Buhonero
- The Mexican (2001).... Pistolero
- La ley de Herodes (1999)…. Carlos Pek
- Ojitos mentirosos (1999).
- Fuera de la ley (1998).
- De muerte natural (1996).
- Salto al vacío (1995).
- Una buena forma de morir (1994).
- Amor que mata (1994).
- Amorosos fantasmas (1994).
- El alimento del miedo (1994).
- Dama de noche (1993).
- Un ángel para los diablillos (1993).... Jefe de policía
- Lucha a muerte (1992).
- Ángel de fuego (1992).... Rito
- Imperio de los malditos (1992).
- Octagon y Atlantis, la revancha (1992).
- El último narco (1992).
- La dama y el judicial (1992).
- ¡Mátenme porque me muero! (1991).... Procoro
- El ninja mexicano (1991).
- One Man's War (1991).... Ramírez
- Jóvenes delincuentes (1991).
- Mujer de cabaret (1991).
- La fuerza bruta (1991).
- La leyenda del escorpión (1991).
- Diplomatic Immunity (1991).... Coronel Hernández
- Perseguida (1991).
- El hijo de Lamberto Quintero (1990).
- Dos judiciales en aprietos (1990).
- El jardín de la paz (1990).
- Violaciones, casos de la vida real (1990).
- El motel de la muerte (1990).
- Gringo viejo (1989).... Floreal
- Raptola, violola y matola (1989).
- Cartas a María Teresa (1989).
- La venganza (1989).
- Furia en la sangre (1988).
- Zapata en Chinameca (1987).
- Frida, naturaleza viva (1986).... David Alfaro Siqueiros
- Salvador (1986).... Líder derechos humanos
- Angel River (1986).... Toral
- Viaje al paraíso (1985).
- Under the Volcano (1984).
- Motel (1984).... Julián Vargas, detective
- Bajo la metralla (1983).... Tomás
- Pedro Páramo (1981).
- Enroque (1981).
- La madre (1979).
- María de mi corazón (1979).... Chava
- Lovizna  (1978).... Albañil/Campesino
- El recurso del método (1978).... Peralta
- Caminando pasos... caminando (1977).
- El elegido (1977).... Don Liserio
- Los albañiles (1976).... Chapo Álvarez
- De todos modos Juan te llamas (1976).
- Las Poquianchis (1976).
- El apando (1976).... Albino
- Actas de Marusia (1976).... Sebastián
- Canoa (1975).
- Ignacio (1975).
- La casa del Sur (1975).... Genaro
- Aventuras de un caballo blanco y un niño (1975).
- Esa mi Irene (1975).
- La Choca (1974).... Audias
- El señor de Osanto (1974).
- La yegua colorada (1973).
- Aquellos años (1973).... Melchor Ocampo
- Valente Quintero (1972).
- El vals sin fin (1972).
- Nadie te querrá como yo (1972).
- Cayó de la gloria el diablo (1971).
- La generala (1970).... Jesús
- Emiliano Zapata (1970).
- Crimen y castigo (1951).

## Trayectoria como director

### Televisión
- Hijas de la luna (2018) (director de escena).
- Vino el amor (2016/17) (director de escena).
- Pasión y poder (2015/16) (director de diálogos).
- La malquerida (2014) (director de diálogos).
- Porque el amor manda (2012/13) (director de escena adjunto).
- Una familia con suerte (2011/12) (director de escena en localización).
- Última parte de Palabra de mujer (2007/08) (director de escena en localización).
- Media parte de Palabra de mujer (2007/08) (director de diálogos).
- Misión S.O.S. (2004) (director de escena).
- Alegrijes y rebujos (2003/04) (director de escena).
- Código F.A.M.A. (2003).
- Segunda parte de Cómplices al rescate (2002) (director de escena).
- Primera parte de Cómplices al rescate (2002) (director de escena adjunto).
- Aventuras en el tiempo (2001) (director de escena adjunto).
- Serafín (1999) (director de escena en foro).
- Ángela (1998/99) (director de diálogos).
- Huracán (1997/98) (director de escena adjunto).
- Madres egoístas (1991) (director de escena).
- Dos vidas (1988) (director de escena en localización).
- Aprendamos juntos (1982).

### Cine
- Pedro Páramo (1981)

### Fuente
- Instituto Mexicano de Cinematografía (Imcine)

## Premios y nominaciones

### Premios TVyNovelas
| Año  | Categoría                          | Telenovela         | Resultado |
| ---- | ---------------------------------- | ------------------ | --------- |
| 2015 | Mejor actor de reparto y coestelar | Quiero amarte      | Nominado  |
| 1996 | Mejor villano                      | La dueña           | Ganador   |
| 1989 | Mejor villano                      | El pecado de Oyuki | Nominado  |

### Premios ACE 1988
| Categoría   | Telenovela         | Resultado |
| ----------- | ------------------ | --------- |
| Mejor Actor | El pecado de Oyuki | Ganador   |

### Premios TV Adicto Golden Awards 2018
| Categoría                 | Telenovela       | Resultado |
| ------------------------- | ---------------- | --------- |
| Mejor Dirección de Escena | Hijas de la luna | Ganador   |